# Darius Adams
Darius Anthony Adams (Decatur, 17 aprile 1989) è un cestista statunitense naturalizzato bulgaro.

## Statistiche

### Eurolega
| Anno      | Squadra        | PG | PT | MP   | TC%  | 3P%  | TL%  | RP  | AP  | PRP | SP  | PP   |
| --------- | -------------- | -- | -- | ---- | ---- | ---- | ---- | --- | --- | --- | --- | ---- |
| 2014-2015 | Saski Baskonia | 14 | 10 | 23,3 | 44,5 | 41,7 | 86,4 | 2,4 | 2,8 | 1,1 | 0,1 | 12,2 |
| 2015-2016 | Saski Baskonia | 29 | 29 | 25,2 | 39,5 | 33,8 | 82,7 | 2,2 | 4,0 | 1,3 | 0,1 | 13,2 |
| Carriera  | Carriera       | 43 | 39 | 24,6 | 40,9 | 35,8 | 83,8 | 2,2 | 3,6 | 1,2 | 0,1 | 12,9 |

## Palmarès
- Campionato cinese: 1

Xinjiang Flying Tigers: 2016-17